# 桐村まり
桐村 まり（きりむら まり、6月26日 - ）は、日本の女性声優。futurum LLC所属。2015年7月末までガジェットリンクに所属していた。
京都府出身。2010年までは岸和田まり（きしわだまり）という名で活動していた。

## 人物
2006年より、アイドル声優ユニット・こえたまのメンバーとして活動していた。（2008年解散。）
資格は原動機付自転車免許を取得している。

## 出演
太字はメインキャラクター。

### テレビアニメ
- CLANNAD 〜AFTER STORY〜（2008年、生徒）
- ガールズ&パンツァー（2012年、河西忍[2]）
- グリザイア:ファントムトリガー（2025年、クリスの母）

### OVA
- ガールズ&パンツァー「これが本当のアンツィオ戦です!」（2012年、河西忍[3]）
- ガールズ&パンツァー 最終章（2017年 - 2023年、河西忍[4]）

### Webアニメ
- コズミックブレイク! PV「initium」（2012年、リーシャ）

### ゲーム
2010年
- Another Day（公式オペレーター）

2012年
- コズミックブレイク！（リーシャ）

2013年
- 鬼斬（静御前）

2014年
- ガールズ&パンツァー 戦車道、極めます!（河西忍）

2016年
- ヴァリアントナイツ（モニカ＝コンスティン、マルコ＝ルカ）
- ぷよぷよ!!クエスト（2016年 - 2021年、ダリダ、シャウラ、アマノネ）

2017年
- プリンセス・プリンシパル GAME OF MISSON（ディジー・デュランド）

2018年
- ガールズ&パンツァー ドリームタンクマッチ（河西忍）

2019年
- ガーディアン・プロジェクト（名取、Z2）

2020年
- クリミナルガールズX（サツキ）

2021年
- カルテットファンタジア（ロタ）

2023年
- Fate/Samurai Remnant（女 若者 おっとり）

### デジタルコミック
- その溺愛、お断りします（2019年、梅村紫枝）
- 溺愛なんてズルすぎる!! （2020年、エリ）
- -50kgのシンデレラ（2020年）

### 吹き替え
- CSI:マイアミ9
- CSI:10 科学捜査班
- 明日の私に着替えたら（アレックス）
- 心霊探偵ホーンテッド（ジェス）
- プリンス オブ ペルシャ（エステル）
- ブラックアウト（ケリー）
- クラッシュポイント（アンナ、オペレーター）
- HACK ～切り刻む～（ピンキー）
- レディーエイジェント
- ナイト オブ ザウルフ

### ラジオ
- かなりえのHappy Fancies Radio（ウェーブマスター、2007年4月27日 - 2008年6月13日）
- シンフォニックギア ヒビキ（刃兼詩織）